# Casa de Alijn

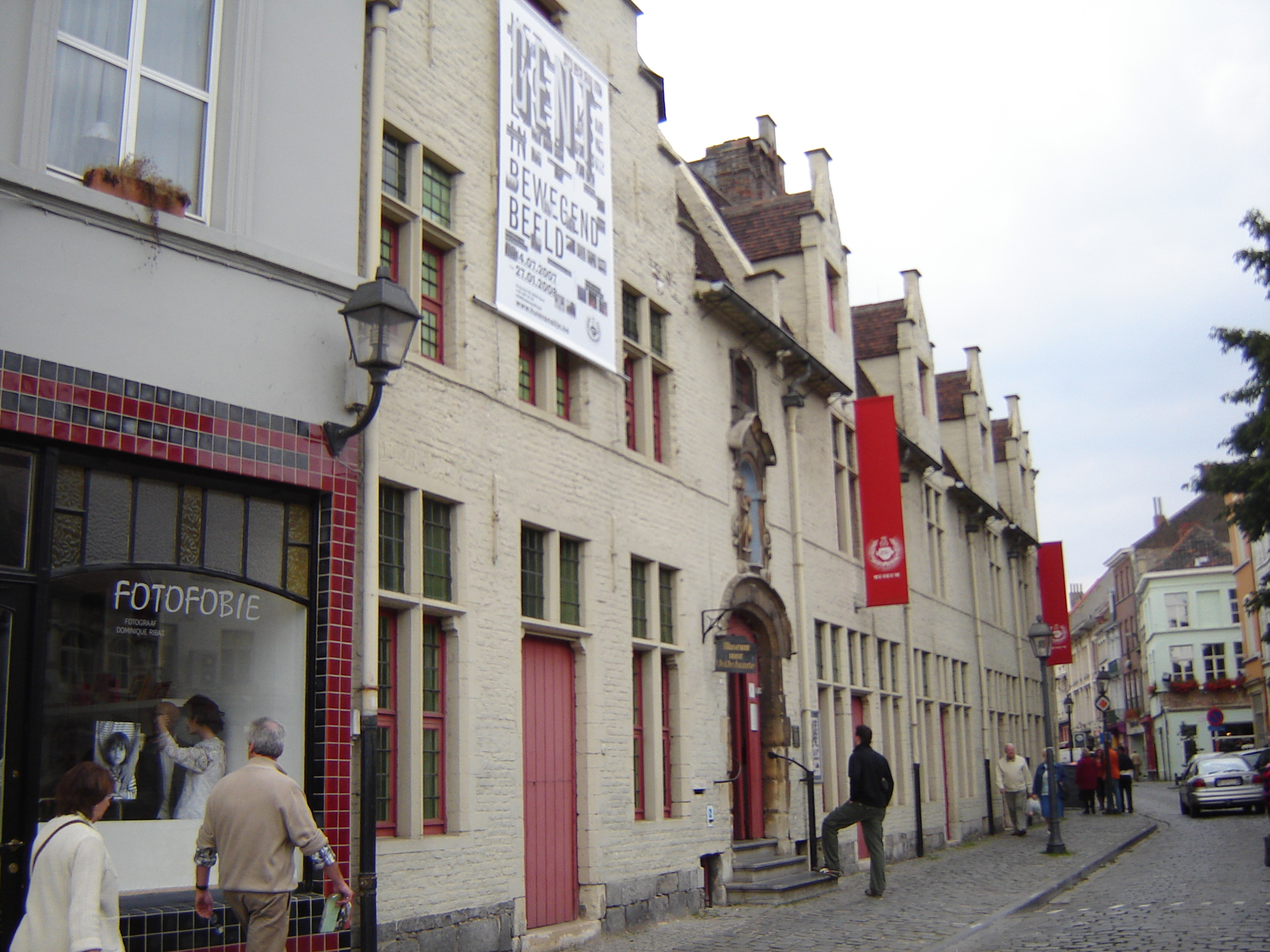
Casa de Alijn.

La Casa de Alijn es un museo etnográfico de la ciudad de Gante, Bélgica que ilustra la vida cotidiana en el siglo XX. El museo se encuentra alojado en el "Hospital Infantil de Alijn" (Kinderen van Alijnhospitaal), un antiguo templo.

## Historia del Hospital
La familia Alijn fundó el templo en 1363 como sacrificio expiatorio tras una disputa mortal entre las familias de los Alijn y los Rijms. El conde Lodewijk van Male decidió que la familia Rijms debía de pagar a la familia Alijn la suma de 200 libras parisi. 
Al ingresar en el hospital el paciente debía de entregar sus bienes inmuebles, pudiendo conservar sus bienes muebles.
Durante el siglo XVI la casa adquirió su forma actual: una puerta de entrada, ocho casitas dando a la calle y dieciséis viviendas de tres habitaciones rodeando el patio interior. La capilla de Santa Catharina estilo gótico tardío fue construida entre 1543 y 1546.

## Historia del museo
El origen de la Casa de Alijn data de 1926. Por aquella fecha se estableció la "Real Confederación de la Etnología de Flandes Oriental" (Koninklijke Bond der Oost-Vlaamse Volkskundingen). La asociación tenía como objetivo el fomento del estudio de la vida cotidiana del pueblo. Lo llevaron a cabo por medio de la publicación de la revista folclore “Oost-Vlaamse Zanten”, a partir de 1927, y la fundación de una biblioteca etnológica, entre otros. La colección de la asociación, en un principio alojada en la biblioteca, creció en los años posteriores con tanta fuerza, que se le tuvo que buscar un nuevo hogar. Es por ello que el "Museo Folclórico" (Folkloremuseum) vio la luz en 1932. Diez años después de su fundación, el teatro de títeres de bastón “Het Spelleke van Folklore”, antiguo “Spelleke van de Muide”, encontró cobijo en el museo y ha permanecido allí hasta nuestros días. El "Museo Folclórico" se trasladó en 1962 de la calle "Lange Steenstraat" al "Hospital Infantil de Alijn" en la calle "Kraanlei" y se rebautizó con el nombre de "Museo Etnológico" (Museum voor Volkskunde).
En cuanto al contenido, la política del museo se caracteriza hasta bien entrado el siglo XX por la búsqueda de la comprensión del propio carácter nacional. La cultura popular formaba junto con el idioma la expresión más auténtica del espíritu del pueblo. El abuso ideológico al que estaba expuesta la cultura popular durante el período de entreguerras, llevó tras la Segunda Guerra Mundial a una profunda reflexión sobre la metodología y a una reorientación de la etnología europea desde los años sesenta.
En el campo museológico se mantuvo por mucho tiempo la visión nostálgica en el "Museo Etnológico Gantés" (Gentse Museum voor Volkskunde). Este permaneció hasta los años noventa el líder en la representación de reconstrucciones fieles y llamativas de ya desaparecidos oficios, interiores y costumbres folclóricas. El "Museo Etnológico" pasó a ser un museo inactivo como resultado de la falta de recursos e ideas. El Ayuntamiento de Gante se encargó de cambiar esta situación en el año 1997 traspasando el museo a una nueva asociación sin ánimo de lucro. El primer paso para el establecimiento de la nueva formación fue la realización de un análisis detallado del museo. Este análisis evidenciaba que en todos los aspectos había un gran atraso que debía mejorarse. No se disponía de una política de colecciones orientada, la investigación y condiciones de almacenamiento de la colección no eran suficientes y la presentación estaba anticuada.
En el año 2000 el museo fue sometido a su más profunda transformación hasta nuestros días; el "Museo Etnológico" se convirtió en "Casa de Alijn". El cambio de nombre emprendió una nueva gestión del museo y una mejora de su orientación. El concepto de cultura popular adquiere necesariamente un significado distinto en una sociedad en la que conviven diferentes culturas.

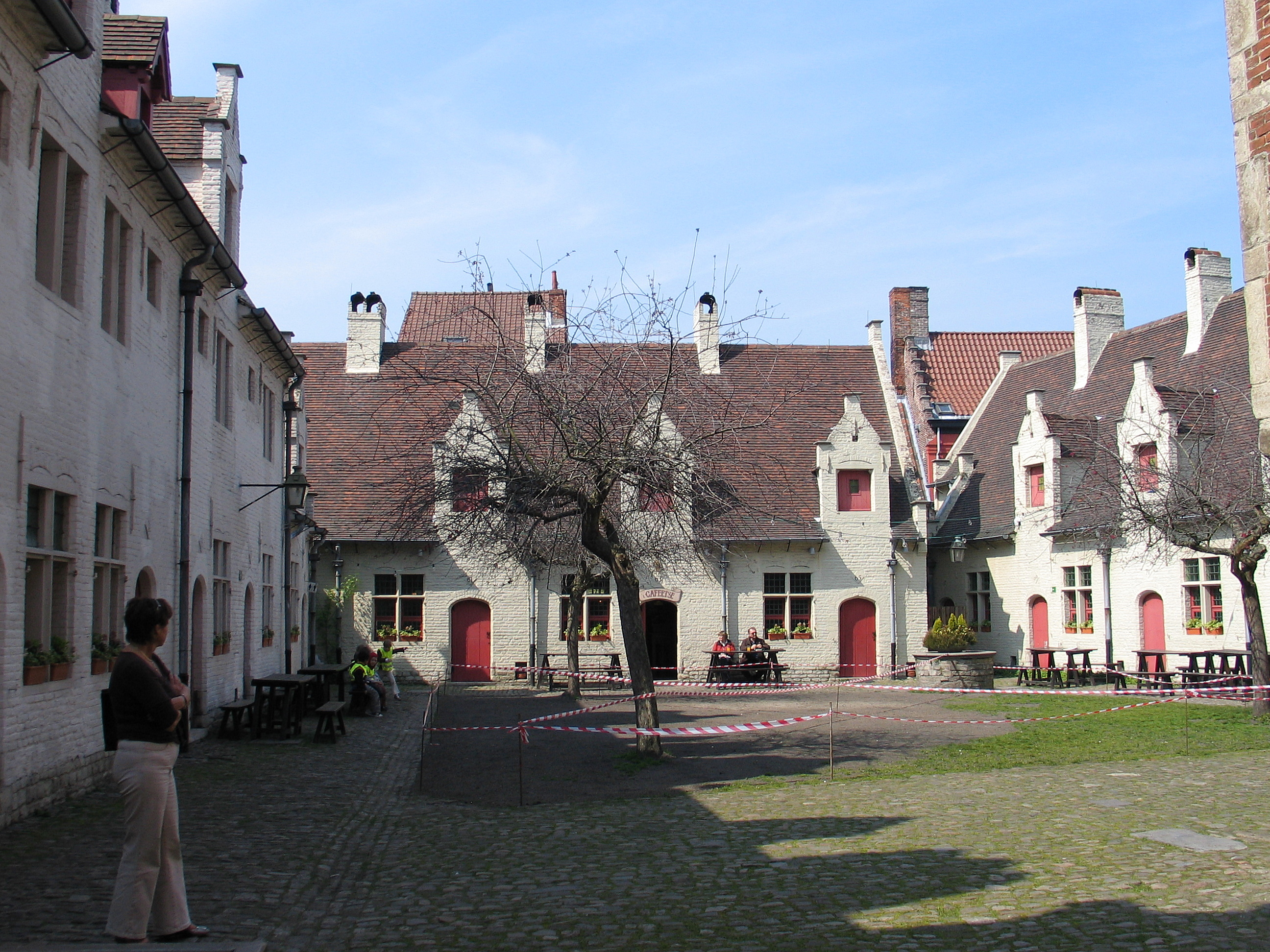
El patio interior
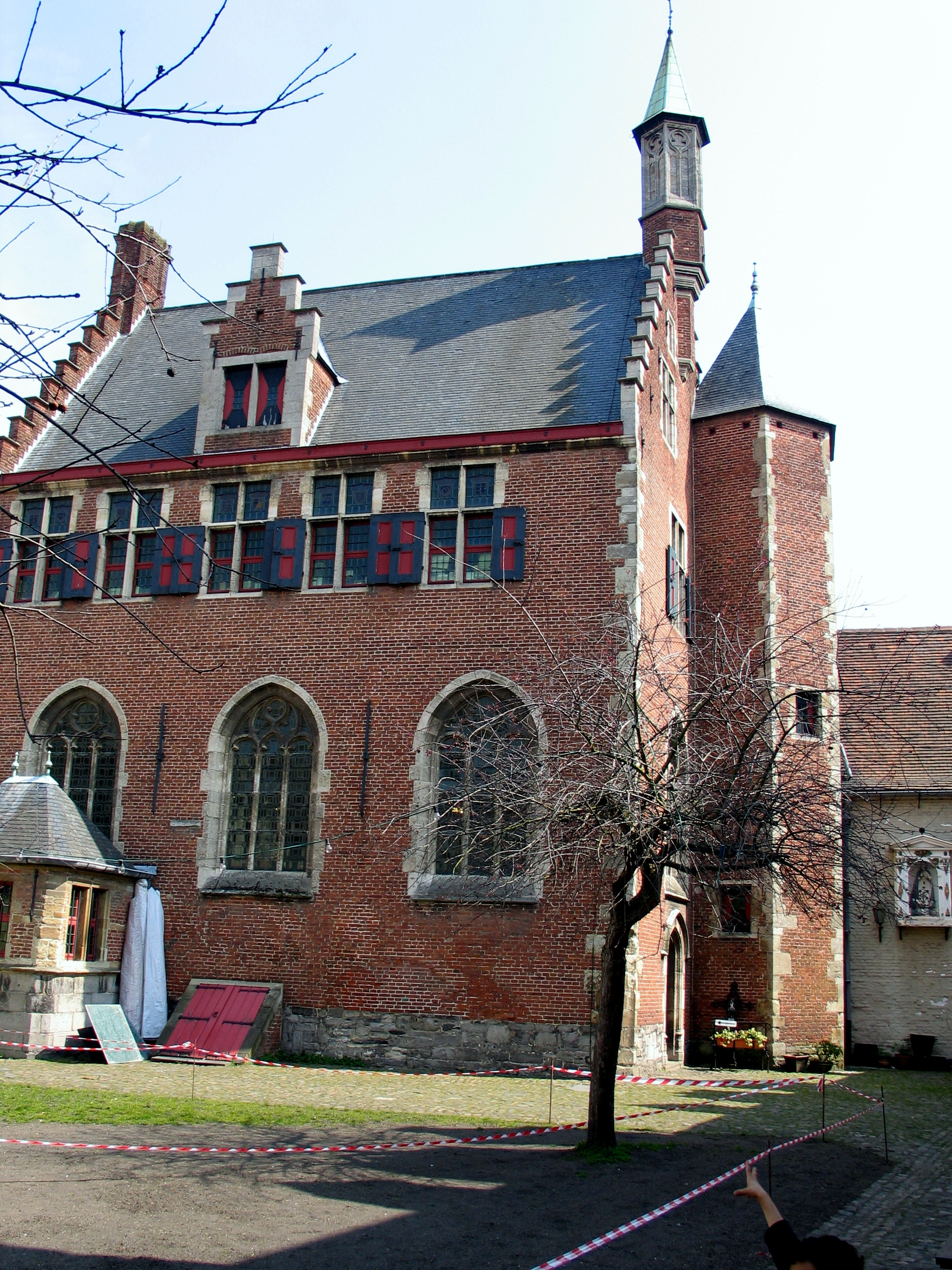
La capilla de Santa Catharina

## Actividades públicas
La Casa de Alijn se conoce desde el año 2010 como un museo vivaz y dinámico con unas actividades públicas progresivas. La pasión por la cultura de la vida cotidiana es el hilo conductor de la actividad. La Casa de Alijn es un museo donde la participación pública y la complicidad son una prioridad en la agenda.

## Contexto
El concepto de cultura popular adquiere necesariamente un significado distinto en una sociedad en la que conviven diferentes culturas. Esta evolución caracterizaba también el enfoque de la Casa de Alijn.

La Casa de Alijn quiere ser una casa con una puerta abierta al mundo, en la que se tiene trato con los bienes hereditarios de una manera creativa y de mantenimiento de calidad, y en la que la relación con los vecinos y con la ciudad se ve recuperada. (…) La Casa de Alijn quiere como museo actuar como una plataforma de comunicación contemporánea en el marco de los bienes hereditarios que por su toque especial se diferencia de los otros museos etimológicos de Flandes. La Casa de Alijn quiere que el patrimonio único del que dispone, tanto los bienes muebles como los inmuebles, se conserven, examinen, descubran y comuniquen de manera activa y abierta a un público amplio.
DHAENE

La Casa de Alijn no fue el único museo etnológico que había cambiado el rumbo. También museos en Róterdam y Leiden optaron por un cambio en el mismo periodo.

## Distinciones
- Vlaamse Erfgoedprijs 2002[6]